# Henry Eyring
Henry Eyring (Colonia Juárez, Chihuahua, 1901. február 20. –  
Salt Lake City, Utah, 1981. december 26.) amerikai elméleti kémikus. Legfőbb munkássága a kémiai reakciósebesség kutatása.
Termékeny írói munkássága során több mint 100 tudományos cikket, tíz tudományos könyvet írt, és néhány könyvet a tudomány és vallás viszonyáról.
1980-ban Wolf-díjat kapott (kémia), 1966-ban „National Medal of Science” (Nemzeti Tudományos Díj) díjat kapott az átmenetiállapot-elmélet kidolgozásáért, mely a 20. századi kémia egyik legfontosabb eredménye volt.
Számos más kémikus kapott később Nobel-díjat, kiknek munkássága az átmenetiállapot-elméleten alapult, és sokan meglepődtek, hogy Eyring nem részesült a díjban.
A Svéd Királyi Tudományos Akadémia nyilvánvalóan nem értette meg Eyring elméletét, majd már késő volt a díj odaítélésre (csak élőknek adományoznak Nobel-díjat).
Az Akadémia Berzilius-díjat adományozott 1977-ben, részbeni kompenzációként.
1963-ban megválasztották az American Chemical Society (Amerikai Kémikusok Társasága) elnökének, és 1965-ben az Association for the Advancement of Science (Egyesület a Tudományos Fejlődésért) elnökének.

## Életút
Eyring harmadik generációs utolsó napi szent volt. Mexikóban született, és élete első 11 évét egy ottani utolsó napi szent közösségben élte le. 1912-ben Eyring és 4200 társa menekülni kényszerült a mexikói forradalom alatt, és El Pasóba (Texas) került. Innen Pimába került, ahol elvégezte a gimnáziumot, kiemelkedő tehetséget mutatott a matematika és más tudományok iránt.
Édesapja az egyik utolsó generációhoz tartozott, akik poligámiában éltek. Édesapja 1954-ben meghalt.
Eyring állami ösztöndíjjal elvégezte az egyetemet (Arizona), ahol bányamérnökségből, metallurgiából és kémiából szerzett képesítést. 1972-ben doktori fokozatot nyert a berkeley-i University of California egyetemen. A doktori disszertáció témája: Az alfa részecskék viselkedése ionizációs körülmények között.
Ezután, 1931-ben, a Princeton University meghívta instruktornak. 1946-ig dolgozott a Princetonon 1946-tól a utahi egyetem dékánja. Tiszteletére a utahi egyetem kampuszát róla nevezték el.
Három gyermeke van, Edward M. „Ted” Eyring, a utahi egyetem kémia professzora, Henry B. Eyring, Az Utolsó Napi Szentek Jézus Krisztus Egyháza Első Elnökségének első tanácsosa, valamint Harden B. Eyring, Utah állam közigazgatásánál felsőoktatási adminisztrátor.
Róla nevezték el az Eyring-egyenletet, vagy más néven Eyring–Polányi-egyenletet, mely  a reakciókinetikában a reakciósebesség és a hőmérséklet közötti kapcsolatot írja le.

## Vallásos hite
Eyring tagja volt  az Utolsó Napi Szentek Jézus Krisztus Egyházának, és különféle tisztségeket töltött be az egyházában.
A vallás és a tudomány kapcsolatáról a véleménye: „Van konfliktus vallás és tudomány között? Isten fejében nincs, de az emberek fejében gyakorta van.”

## Eyring tudományos publikációi
Eyring több mint 100 tudományos publikációt készített.

## Eyring díjai
- AAAS Newcomb Cleveland Prize (1932)
- Bingham Medal (1949) /Bingham-medál/
- Peter Debye Award (1964) / Peter Debye-díj/
- National Medal of Science (1966) /Nemzeti Tudományos-medál/
- Irving Langmuir Award (1967) / Irving Langmuir-díj/
- Linus Pauling Award (1969 /Linus Pauling-díj/
- Elliott Cresson Medal (1969) / Elliott Cresson-medál/
- T. W. Richards Medal (1975) / T. W. Richards-medál/
- Priestley Medal (1975) / Priestley-medál/
- Berzelius Medal (1979) / Berzelius-medál/
- Wolf Prize (1980) /Wolf-díj/